# 芒特海伊 (阿拉巴馬州)
芒特海伊（英語：Mount High）是一個位於美國阿拉巴馬州布朗特縣的非建制地區。該地的面積和人口皆未知。

## 地理
芒特海伊的座標為34°08′38″N 86°22′44″W / 34.143889°N 86.378888°W，而該地最高點為海拔高度260米（即860英尺）。